# オルガ・アレックス
オルガ・アレックス（Olは、日本で活動するロシア国籍の女性モデル、女優。
かつては外国人モデル事務所のアボカド、稲川素子事務所、フリー・ウエイブに所属していた。習得言語はロシア語、英語、日本語少々。

## 出演

### テレビドラマ
- H2〜君といた日々（2005年、TBS） - ツァラポア 役
- 日本人の知らない日本語（2010年7月15日 - 9月30日、読売テレビ） - ダイアナ 役

### CM
- ミニロト
- EXILIM Hi-ZOOM EX-V7「ダンスパーティ」編（2007年、CASIO）
- プリントパック（2009年）[4]
- ポテかるっ「フラッシュ」編（2009年、サッポロファインフーズ）[5]

### プロモーションビデオ
- 倖田來未「BUT/愛証」（2007年3月14日）

## スチールモデル

### 雑誌
- A.I.C/another important culture 2008 SPRING カタログBOOK[6]

### アルバムジャケット
- 角松敏生『REBIRTH 1 〜re-make best〜』